# Thilay
Thilay é uma comuna francesa na região administrativa de Grande Leste, no departamento das Ardenas. Estende-se por uma área de 36,04 km², com 1 093 habitantes, segundo os censos de 1999, com uma densidade de 30 hab/km².